# Rondeletia micarensis
Rondeletia micarensis är en måreväxtart som beskrevs av Ignatz Urban. Rondeletia micarensis ingår i släktet Rondeletia och familjen måreväxter. Inga underarter finns listade i Catalogue of Life.